# Tanjung Siom
Tanjung Siom is een bestuurslaag in het regentschap Tanggamus van de provincie Lampung, Indonesië. Tanjung Siom telt 1398 inwoners (volkstelling 2010).